# يوسوك سوزوكي
يوسوك سوزوكي (باليابانية: 鈴木雄介؛ بالكانا: すずき ゆうすけ) هو منافس ألعاب قوى ياباني، ولد في 2 يناير 1988 في مقاطعة نومي ‏ في اليابان.

## وصلات خارجية
- يوسوك سوزوكي على موقع الاتحاد الدولي لألعاب القوى (الإنجليزية)
- يوسوك سوزوكي على موقع اللجنة الأولمبية الدولية (الإنجليزية)
- يوسوك سوزوكي على موقع أوليمبيديا (الإنجليزية)